# Bedoanas jezik
Bedoanas jezik (ISO 639-3: bed), austronezijski jezik iz Indonezije kojim govori oko 180 ljudi (2000 S. Wurm) u regenciji Fakfak, na poluotoku Bomberai.
S jezikom erokwanas [erw] čini bomberajsku podskupinu zapadnonovogvinejskih jezika. Sela etničke grupe Bedoanas su Andamata, Fior i Forir, a srodnih Erokwanasa Darembang i Goras.

## Vanjske poveznice
- Ethnologue (14th)
- Ethnologue (15th)